# アーチ (競走馬)
アーチ（Arch)はアメリカの競走馬、種牡馬。主な勝鞍は1998年のスーパーダービー、ファイエットステークス。

## 競走馬時代
- 特記事項なき場合、本節の出典はEQIBASE[1]

1997年10月25日、キーンランド競馬場のメイドン競走でデビューし1着。続く3戦はアローワンス競走に使われて2勝2着1回とし、重賞・G1競走初出走となったスーパーダービーでもクラシックキャットに3馬身差をつけて勝利。続くファイエットステークスも、タッチゴールドを事実上のマッチレースの末に破って重賞2勝目とした。その後はブリーダーズカップ・クラシックに駒を進めたが、レースでは先行策から後退していき、ジェントルメンが競走中止したため事実上の最下位入線に終わる。これが最後のレースとなった。

## 競走成績
以下の内容は、EQIBASEの情報および記載法に基づく。
| 出走日     | 競馬場             | 競走名                         | 格 | 距離   | 頭数 | 枠番 (PP) | 馬番 (Pgm) | 着順 | 騎手        | 斤量（lb./kg換算） | タイム  | 着差       | 勝ち馬/（2着）馬 |
| ---------- | ------------------ | ------------------------------ | -- | ------ | ---- | --------- | ---------- | ---- | ----------- | ------------------ | ------- | ---------- | ---------------- |
| 1997.10.25 | キーンランド       | メイドン                       |    | ダ7f   | 7    | 6         | 11         | 1着  | S. セラーズ | 118/53.5           | 1:26.73 | 1馬身1/2   | （Get it Now）   |
| 1998.04.04 | キーンランド       | アローワンス                   |    | ダ7f   | 8    | 2         | 2          | 1着  | C. ペレ     | 122/55.5           | 1:22.13 | 4馬身1/2   | （Wild Jazz）    |
| 0000.08.08 | サラトガ           | アローワンス                   |    | ダ7f   | 10   | 7         | 9          | 2着  | S. セラーズ | 113/51.5           |         | （5馬身）  | Cinnamon Creek   |
| 0000.08.28 | サラトガ           | アローワンス                   |    | ダ9f   | 5    | 3         | 4          | 1着  | S. セラーズ | 114/52             | 1:50.46 | 9馬身      | （Cloud Cover）  |
| 0000.09.27 | ルイジアナダウンズ | スーパーダービー               | G1 | ダ10f  | 7    | 7         | 8          | 1着  | C. ナカタニ | 126/57             | 2:01.31 | 3馬身      | （Classic Cat）  |
| 0000.10.11 | キーンランド       | ファイエットS                  | G3 | ダ9.5f | 4    | 2         | 2          | 1着  | S. セラーズ | 123/55.5           | 1:53.91 | クビ       | （Touch Gold）   |
| 0000.11.07 | チャーチルダウンズ | ブリーダーズカップ・クラシック | G1 | ダ10f  | 10   | 5         | 4          | 9着  | S. セラーズ | 122/55.5           |         | （17馬身） | Awesome Again    |

## 引退後
1999年からクレイボーンファームで種牡馬となり、ステークス競走勝ち馬58頭、重賞優勝馬34頭を記録し、その中からブリーダーズカップ・クラシック優勝のブレイムなどG1競走勝ち馬を11頭送り出し、種付料は2016年度に4万ドルにまで上昇していた。2016年1月20日、繋養先のクレイボーンファームにて心臓発作のため21歳で死去した。

### おもな産駒
G1級競走優勝馬のみ記載
- Blame（BCクラシック、スティーブンフォスターハンデキャップ、ホイットニーハンデキャップ）[3][6]
- Les Arcs（ジュライカップ、ゴールデンジュビリーステークス）[3][7]
- Pine Island（アラバマステークス、ガゼルステークス）[3][8]
- Archarcharch（アーカンソーダービー）[3][9]
- Arravale（デルマーオークス、E.P.テイラーステークス）[3][10]
- Prince Arch（ガルフストリームパークブリーダーズカップハンデキャップ）[11]
- Hymn Book（ドンハンデキャップ)[3][12]
- Overarching（ホースチェスナットステークス（南アフリカ）、フィリー&メアズスプリント（南アフリカ））[3][13]
- Preservationist（ウッドワードステークス）[14]
- Grand Arch（シャドウェルターフマイルステークス）[15]
- It Tiz Well（コティリオンステークス）[16]
- Instilled Regard（マンハッタンステークス）[17]
- Arklow（ジョーハーシュ・ターフクラシックステークス）[18]

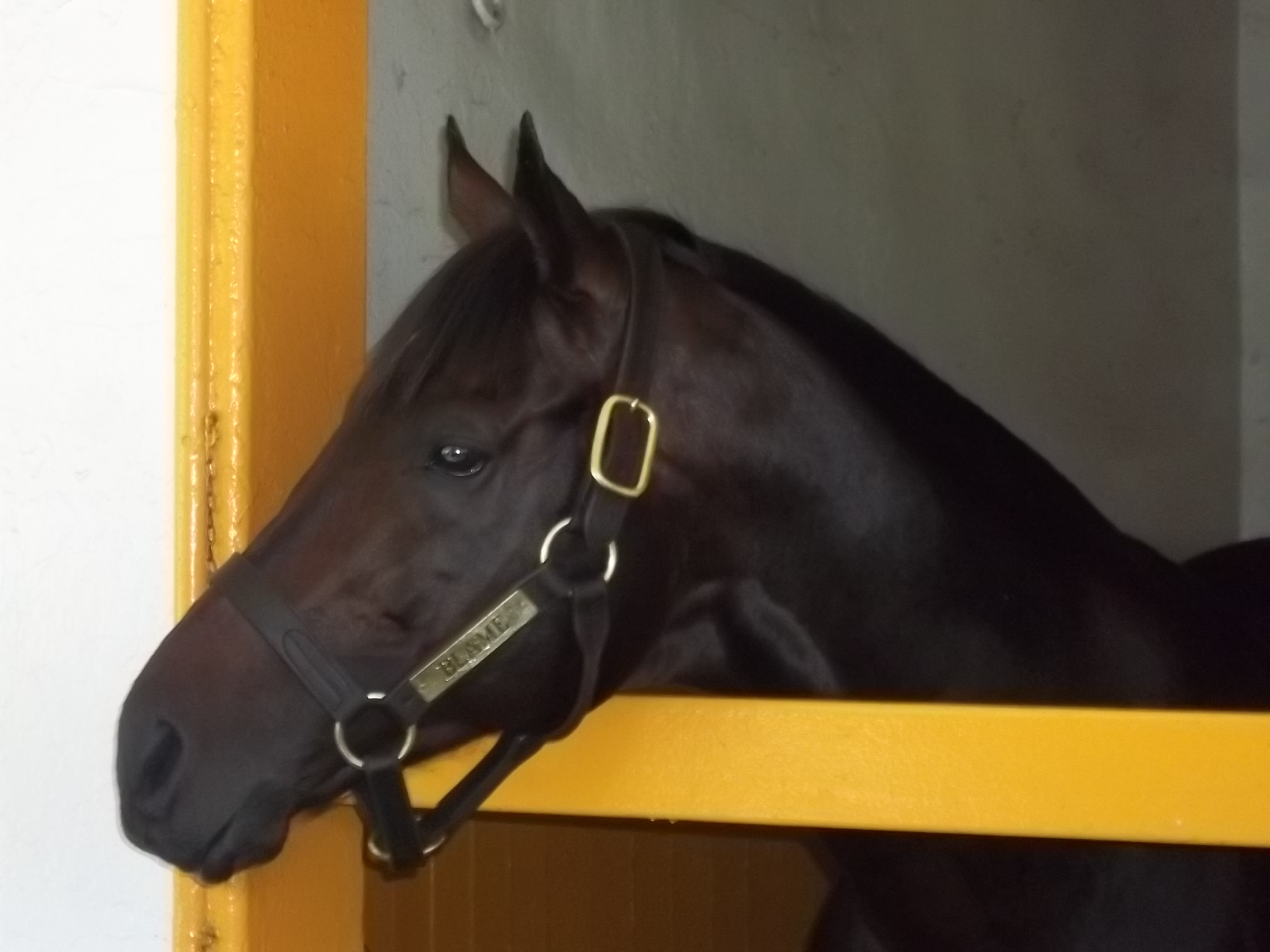
ブレイム（2006年産）

### 母の父としてのおもな産駒
- アンクルモー（父インディアンチャーリー：ブリーダーズカップ・ジュヴェナイル、シャンペンステークス）[3][19]
- アイルハヴアナザー（父フラワーアレイ：ケンタッキーダービー、プリークネスステークス、サンタアニタダービー）[20]
- コンテスティッド（父ゴーストザッパー：テストステークス、エイコーンステークス。ギベオン（金鯱賞、中日新聞杯）の母）[21]
- ヘレンスーパースター（父ウォーフロント : 香港チャンピオンズ&チャターカップ）
- ウォーフラッグ（父ウォーフロント : フラワーボウルステークス）
- デコレーテッドインヴェーダー（父デクラレーションオブウォー : サマーステークス）
- バスト（父アンクルモー : デルマーデビュータントステークス、スターレットステークス、シャンデリアステークス）
- ドレインザクロック（父マクレーンズミュージック : ウッディスティーヴンスステークス）

## 血統表
| アーチ（競走馬）の血統 | アーチ（競走馬）の血統                               | アーチ（競走馬）の血統                               | （血統表の出典）                                     | （血統表の出典） |
| 父系                   | ロベルト系                                           | ロベルト系                                           | ロベルト系                                           | [ § 2 ]          |
| 父 Kris S. 1977        | 父の父Roberto 1969                                   | Hail to Reason 1958                                  | Turn-to 1951                                         | Turn-to 1951     |
| 父 Kris S. 1977        | 父の父Roberto 1969                                   | Hail to Reason 1958                                  | Nothirdchance                                        |                  |
| 父 Kris S. 1977        | 父の父Roberto 1969                                   | Bramalea 1959                                        | Nashua                                               | Nashua           |
| 父 Kris S. 1977        | 父の父Roberto 1969                                   | Bramalea 1959                                        | Rarelea                                              |                  |
| 父 Kris S. 1977        | 父の母Sharp Queen 1965                               | Princequillo 1940                                    | Prince Rose                                          | Prince Rose      |
| 父 Kris S. 1977        | 父の母Sharp Queen 1965                               | Princequillo 1940                                    | Cosquilla                                            |                  |
| 父 Kris S. 1977        | 父の母Sharp Queen 1965                               | Bridgework                                           | Occupy                                               | Occupy           |
| 父 Kris S. 1977        | 父の母Sharp Queen 1965                               | Bridgework                                           | Feale Bridge                                         |                  |
| 母 Aurora 1988         | 母の父Danzig 1977                                    | Nothern Dancer 1961                                  | Nearctic                                             | Nearctic         |
| 母 Aurora 1988         | 母の父Danzig 1977                                    | Nothern Dancer 1961                                  | Natalma                                              |                  |
| 母 Aurora 1988         | 母の父Danzig 1977                                    | Pas de Nom 1968                                      | Admiral's Voyage                                     | Admiral's Voyage |
| 母 Aurora 1988         | 母の父Danzig 1977                                    | Pas de Nom 1968                                      | Petitioner                                           |                  |
| 母 Aurora 1988         | 母の母Althea 1981                                    | Alydar 1975                                          | Raise a Native                                       | Raise a Native   |
| 母 Aurora 1988         | 母の母Althea 1981                                    | Alydar 1975                                          | Sweet Tooth                                          |                  |
| 母 Aurora 1988         | 母の母Althea 1981                                    | Courtly Dee                                          | Never Bend                                           | Never Bend       |
| 母 Aurora 1988         | 母の母Althea 1981                                    | Courtly Dee                                          | Tulle                                                |                  |
| 母系(F-No.)            | (FN:A4)                                              | (FN:A4)                                              | (FN:A4)                                              | [ § 3 ]          |
| 5代内の近親交配        | Native Dancer 5 × 5 = 6.25%、Nasrullah 5 × 5 = 6.25% | Native Dancer 5 × 5 = 6.25%、Nasrullah 5 × 5 = 6.25% | Native Dancer 5 × 5 = 6.25%、Nasrullah 5 × 5 = 6.25% | [ § 4 ]          |
| 出典                   | 1. 2. 3. 4.                                          | 1. 2. 3. 4.                                          | 1. 2. 3. 4.                                          | 1. 2. 3. 4.      |

- 祖母Altheaの仔にヤマニンパラダイス（阪神3歳牝馬ステークス）、妹Anticsの仔にアルビアーノ（スワンステークス、フラワーカップ）、Covfefe（ブリーダーズカップ・フィリー&メアスプリント、テストステークス）[23]。